# أمثال الأحمد الجابر الصباح
الشيخة أمثال الأحمد الجابر الصباح (1948 -)، أميرة كويتية، إحدى بنات أمير الكويت العاشر الشيخ أحمد الجابر الصباح من زوجته مريم مريط الحويلة. تشغل منصب رئيسة مركز العمل التطوعي في الكويت.

## حياتها
حصلت على بكالوريوس إدارة الأعمال من كلية التجارة والاقتصاد والعلوم السياسية في جامعة الكويت عام 1979. وعلى شهادة الماجستير في إدارة الأعمال من كلية التجارة بجامعة عين شمس في مصر.
لها مشاركات بالعديد من المؤتمرات والندوات المتخصصة بالأمور البيئية، كما أن لها أنشطة كبيرة بمجال حماية البيئة في الكويت، وأيضًا في حملة ترشيد استخدام المياه.
حاصلة على عضوية عدد من الجمعيات والمنظمات المحلية والدولية:
- مؤسسة مركز العمل التطوعي ورئيسته.
- عضو في الجمعية الكويتية لحماية البيئة.
- رئيس فخري للجنة التنمية الصحية في مستشفى العدان في الكويت.
- عضو في جمعية هواة اللاسلكي في دولة الكويت.
- عضو في لجنة فريق إدارة الأزمات والكوارث التابع للهيئة العامة للبيئة.
- الرئيس الفخري في اللجنة الوطنية للاتحاد العالمي لصون الطبيعة (IUCN).
- عضو في اللجنة البيئية المنبثقة عن الجانب الكويتي في اللجنة الكويتية اليابانية لرجال الأعمال في ديسمبر 2003.
- عضو في المجلس الاستشاري لكلية العلوم الإدارية في جامعة الكويت منذ 4 مايو 2004.
- الرئيس الفخري للجمعية الكيميائية الكويتية منذ 18 ديسمبر 2004.
- حاصلة العضوية الشرفية للهيئة الخيرية الإسلامية العالمية وذلك في يناير 2005.
- جائزة الشخصية البيئية لمجلس التعاون بدول الخليج العربية لعام 2003 - 2004 وذلك في مارس 2005.

- في 4 مايو 2004 عينت رئيسة لمركز العمل التطوعي.
- تتولى رئاسة اللجنة الإعلامية في اللجنة للتحضير للاحتفال باليوبيل الذهبي للاستقلال ومرور 20 عامًا على تحرير.[2]

## حياتها الأسرية
مطلقة من ابن عمها الشيخ جابر الحمود الجابر الصباح، ولهما من الأبناء:
- الشيخ ماجد (رجل أعمال).
- الشيخة ماجدة. (زوجة الشيخ عبد الله النواف الصباح)
- الشيخة عالية.
- الشيخة مشاعل.
- الشيخة بيبي.